# Shalom Brune-Franklin
Shalom Brune-Franklin, född 18 september 1994 i Storbritannien, är en brittisk-australisk skådespelare.
Brune-Franklin har bland annat medverkat i TV-serierna Our Girl (2017–2018), Cursed från 2020 och Love Me (2021–2023).

## Filmografi (i urval)
- 2017–2018 – Our Girl (TV-serie)
- 2020 – Cursed (TV-serie)
- 2021–2023 – Love Me (TV-serie)
- 2022–2024 – The Tourist (TV-serie)
- 2024 – Dune: Prophecy (TV-serie)
- 2024 – Baby Reindeer (TV-serie)
- 2025 – Torpeden (TV-serie)